# Karl Schuberg
Karl Schuberg (* 16. Juli 1827 in Karlsruhe; † 17. April 1899 ebenda) war ein deutscher forstlicher Praktiker und Forstwissenschaftler. Er war Professor und Rektor am Polytechnikum in Karlsruhe.

## Leben
Karl Schuberg besuchte bis Herbst 1843 das Gymnasium in Karlsruhe und studierte anschließend bis 1847 Forstwissenschaft an der Forstschule des Polytechnikums. Am 10. Oktober 1843 war er Gründungsmitglied der Karlsruher Burschenschaft Teutonia.
Schuberg wurde 1855 Bezirksförster der Stadt Heidelberg, 1859 Oberförster in Rheinbischofsheim und Oberweiler (heute Teil von Badenweiler), 1867 Professor am Polytechnikum in Karlsruhe und war seit 1873 zugleich bei der Leitung des forstlichen Versuchswesens beteiligt.

## Werke
Er schrieb:
- Der Waldwegbau und seine Vorarbeiten (Berlin 1873–75, 2 Bde.)
- Aus deutschen Forsten, I: Weißtanne, II: Rotbuche (Tübingen 1888 u. 1894)
- Formzahlen und Massentafeln für die Weißtanne (Berlin 1891)
- Zur Betriebsstatistik im Mittelwalde (Berlin 1898).

Auch lieferte er Beiträge zu Friedrich von Weechs Badischen Biographien (Karlsruhe 1875) und zu dem statistischen Werke Das Großherzogtum Baden (Karlsruhe 1885). Schuberg war zwei Mal Rektor in Karlsruhe (1888/89 und 1893/94).

## Auszeichnungen
In seinem Leben hat Schuberg viel Anerkennung seiner Leistungen und Verdienste um die Wissenschaft erlangt. In 1880 wurde ihm das Ritterkreuz I. Klasse des Ordens vom Zäringer Löwen verliehen und 1894 erhielt er das Eichenlaub hierzu. 1895 wurde er zum Mitglied der Deutschen Akademie der Naturforscher Leopoldina gewählt. Schuberg war ebenfalls Ehrenpräsident des badischen Forstvereins und Ehrenmitglied des Schweizerischen Forstvereins.